# Pierrefitte-sur-Loire
Pierrefitte-sur-Loire – miejscowość i gmina we Francji, w regionie Owernia-Rodan-Alpy, w departamencie Allier.

## Demografia
Według danych na rok 1990 gminę zamieszkiwało 609 osób, a gęstość zaludnienia wynosiła 24 osoby/km². W styczniu 2015 r. Pierrefitte-sur-Loire zamieszkiwało 515 osób, przy gęstości zaludnienia wynoszącej 20,3 osób/km².